# 社長忍法帖
『社長忍法帖』（しゃちょうにんぽうちょう）は、1965年1月3日に東宝系で公開された日本映画。カラー。東宝スコープ。

## 概要
前作『続・社長紳士録』をもって終了する予定だったが、ファンなどの要望で再開された『社長シリーズ』の第22作。本作より小林桂樹は部長役となり、司葉子と夫婦役を演じることとなる。
本作は「岩戸建設」という建設会社が舞台となり、名物の地方ロケは初の北海道となる。タイトルに『忍法』が付いているのは、当時『伊賀の影丸』を始めとした忍者物が流行っていたためで、劇中では三木のり平演じる総務部長が、何かにつけて「忍法」を連発するギャグがある。

## スタッフ
- 製作：藤本真澄
- 脚本：笠原良三
- 監督：松林宗恵
- 撮影：鈴木斌
- 照明：石井長四郎
- 美術：村木忍
- 録音：伴利也
- 音楽：山本直純
- 整音 : 下永尚
- 編集：岩下広一
- 監督助手：松森健
- 現像 : 東京現像所
- 製作担当者 : 森本朴

## 出演者
- 岩戸久太郎（「岩戸建設」社長）：森繁久彌
- 岩戸登代子（久太郎の妻）：久慈あさみ
- 戸樫忠造（「岩戸建設」常務）：加東大介
- 石川隆（「岩戸建設」技術部長）：小林桂樹
- 石川京子（隆の妻）：司葉子
- 石川まつ（隆の母）：英百合子
- 間々田弁次郎（「岩戸建設」総務部長。忍者マニア）：三木のり平
- 毛馬内強（同北海道出張所主任）：フランキー堺
- 鈴千代（芸者）：池内淳子
- 澄江：新珠三千代
- 百合子：団令子
- 平山厚子：中真千子
- 平山文男（厚子の夫）：堺左千夫
- 厚子と文男の息子：溝江千里
- 武田（「万才生命」社長）：東野英治郎
- 武田夫人：一の宮あつ子
- 料亭の女中：佐渡絹代
- 作業員：勝部義夫
- ホテルのボーイ：井上大助
- 空港の作業員：岡豊
- 岩戸邸の女中：浦山珠実
- 大松：坪内美詠子

## 併映作品
『侍』
- 原作：郡司次郎正／脚本：橋本忍／監督：岡本喜八／主演：三船敏郎／東宝・三船プロ作品